# Pan-Amerikaans kampioenschap handbal vrouwen 2011
Het Pan-Amerikaans kampioenschap handbal vrouwen 2011 was de elfde editie van dit toernooi, dat ditmaal werd gehouden in São Bernardo do Campo, een Braziliaanse gemeente in de deelstaat São Paulo. Het begon op 28 juni en eindigde op 2 juli 2011. Omdat eindoverwinnaar Brazilië zich als gastland al automatisch had geplaatst voor het Wereldkampioenschap van datzelfde jaar in eigen land kwalificeerden ook de nummers twee tot en met vier, respectievelijk Argentinië, Cuba en Uruguay, zich rechtstreeks voor de mondiale titelstrijd.

## Kwalificatie

#### Wedstrijden
| 3 november 2010 14:30 | Cuba   | 36 – 17 | Venezuela | Havana |
| 3 november 2010 14:30 | (20–8) |         |           | Havana |
| 3 november 2010 14:30 |        |         |           | Havana |

| 4 november 2010 14:30 | Cuba   | 40 – 10 | Verenigde Staten | Havana |
| 4 november 2010 14:30 | (20–5) |         |                  | Havana |
| 4 november 2010 14:30 |        |         |                  | Havana |

| 5 november 2010 14:30 | Venezuela | 32 – 21 | Verenigde Staten | Havana |
| 5 november 2010 14:30 | (11–8)    |         |                  | Havana |
| 5 november 2010 14:30 |           |         |                  | Havana |

#### Eindstand
| № | Land             | Wedstrijden | Wedstrijden | Wedstrijden | Wedstrijden | Doelpunten | Doelpunten | Doelpunten | Punten |
| - | ---------------- | ----------- | ----------- | ----------- | ----------- | ---------- | ---------- | ---------- | ------ |
| № | Land             | G           | W           | G           | V           | V          | T          | Saldo      | Punten |
| 1 | Cuba             | 2           | 2           | 0           | 0           | 76         | 27         | +49        | 4      |
| 2 | Venezuela        | 2           | 1           | 0           | 1           | 49         | 57         | −8         | 2      |
| 3 | Verenigde Staten | 2           | 0           | 0           | 2           | 31         | 72         | –41        | 0      |

## Voorronde

### Groep A

#### Wedstrijden
| 28 juni 2011 16:00 | Cuba    | 40 – 21 | Chili | São Bernardo do Campo |
| 28 juni 2011 16:00 | (19–10) |         |       | São Bernardo do Campo |
| 28 juni 2011 16:00 |         |         |       | São Bernardo do Campo |

| 28 juni 2011 20:00 | Brazilië | 31 – 16 | Mexico | São Bernardo do Campo |
| 28 juni 2011 20:00 | (18–6)   |         |        | São Bernardo do Campo |
| 28 juni 2011 20:00 |          |         |        | São Bernardo do Campo |

| 29 juni 2011 16:00 | Chili   | 26 – 22 | Mexico | São Bernardo do Campo |
| 29 juni 2011 16:00 | (10–13) |         |        | São Bernardo do Campo |
| 29 juni 2011 16:00 |         |         |        | São Bernardo do Campo |

| 29 juni 2011 20:00 | Brazilië | 36 – 21 | Cuba | São Bernardo do Campo |
| 29 juni 2011 20:00 | (15–10)  |         |      | São Bernardo do Campo |
| 29 juni 2011 20:00 |          |         |      | São Bernardo do Campo |

| 30 juni 2011 16:00 | Cuba   | 35 – 16 | Mexico | São Bernardo do Campo |
| 30 juni 2011 16:00 | (19–6) |         |        | São Bernardo do Campo |
| 30 juni 2011 16:00 |        |         |        | São Bernardo do Campo |

| 30 juni 2011 20:00 | Brazilië | 37 – 16 | Chili | São Bernardo do Campo |
| 30 juni 2011 20:00 | (18–8)   |         |       | São Bernardo do Campo |
| 30 juni 2011 20:00 |          |         |       | São Bernardo do Campo |

#### Eindstand
| № | Land     | Wedstrijden | Wedstrijden | Wedstrijden | Wedstrijden | Doelpunten | Doelpunten | Doelpunten | Punten |
| - | -------- | ----------- | ----------- | ----------- | ----------- | ---------- | ---------- | ---------- | ------ |
| № | Land     | G           | W           | G           | V           | V          | T          | Saldo      | Punten |
| 1 | Brazilië | 3           | 3           | 0           | 0           | 104        | 53         | +51        | 9      |
| 2 | Cuba     | 3           | 2           | 0           | 1           | 96         | 73         | +23        | 6      |
| 3 | Chili    | 3           | 1           | 0           | 2           | 63         | 99         | –36        | 3      |
| 4 | Mexico   | 3           | 0           | 0           | 3           | 54         | 92         | –38        | 0      |

### Groep B

#### Wedstrijden
| 28 juni 2011 14:00 | Dominicaanse Republiek | 36 – 22 | Venezuela | São Bernardo do Campo |
| 28 juni 2011 14:00 | (18–13)                |         |           | São Bernardo do Campo |
| 28 juni 2011 14:00 |                        |         |           | São Bernardo do Campo |

| 28 juni 2011 18:00 | Argentinië | 21 – 14 | Uruguay | São Bernardo do Campo |
| 28 juni 2011 18:00 | (8–7)      |         |         | São Bernardo do Campo |
| 28 juni 2011 18:00 |            |         |         | São Bernardo do Campo |

| 29 juni 2011 14:00 | Dominicaanse Republiek | 20 – 20 | Uruguay | São Bernardo do Campo |
| 29 juni 2011 14:00 | (10–11)                |         |         | São Bernardo do Campo |
| 29 juni 2011 14:00 |                        |         |         | São Bernardo do Campo |

| 29 juni 2011 18:00 | Argentinië | 51 – 22 | Venezuela | São Bernardo do Campo |
| 29 juni 2011 18:00 | (21–10)    |         |           | São Bernardo do Campo |
| 29 juni 2011 18:00 |            |         |           | São Bernardo do Campo |

| 29 juni 2011 14:00 | Uruguay | 43 – 27 | Venezuela | São Bernardo do Campo |
| 29 juni 2011 14:00 | (14–12) |         |           | São Bernardo do Campo |
| 29 juni 2011 14:00 |         |         |           | São Bernardo do Campo |

| 29 juni 2011 18:00 | Argentinië | 33 – 16 | Dominicaanse Republiek | São Bernardo do Campo |
| 29 juni 2011 18:00 | (14–6)     |         |                        | São Bernardo do Campo |
| 29 juni 2011 18:00 |            |         |                        | São Bernardo do Campo |

#### Eindstand
| № | Land                   | Wedstrijden | Wedstrijden | Wedstrijden | Wedstrijden | Doelpunten | Doelpunten | Doelpunten | Punten |
| - | ---------------------- | ----------- | ----------- | ----------- | ----------- | ---------- | ---------- | ---------- | ------ |
| № | Land                   | G           | W           | G           | V           | V          | T          | Saldo      | Punten |
| 1 | Argentinië             | 3           | 3           | 0           | 0           | 105        | 52         | +53        | 6      |
| 2 | Uruguay                | 3           | 1           | 1           | 1           | 77         | 68         | +9         | 3      |
| 3 | Dominicaanse Republiek | 3           | 1           | 1           | 1           | 72         | 75         | –3         | 3      |
| 4 | Venezuela              | 3           | 0           | 0           | 3           | 71         | 130        | –59        | 0      |

## Eindronde

### Halve finales
| 1 juli 2011 18:00 | Argentinië                            | 38 – 38 (n.V.) | Cuba | São Bernardo do Campo |
| 1 juli 2011 18:00 | (13–13)                               |                |      | São Bernardo do Campo |
| 1 juli 2011 18:00 |                                       |                |      | São Bernardo do Campo |
| 1 juli 2011 18:00 | Regulier: 28–28 Verlenging(en): 33–33 |                |      | São Bernardo do Campo |

| 1 juli 2011 20:00 | Brazilië | 40 – 14 | Uruguay | São Bernardo do Campo |
| 1 juli 2011 20:00 | (19–3)   |         |         | São Bernardo do Campo |
| 1 juli 2011 20:00 |          |         |         | São Bernardo do Campo |

### Om zevende plaats
| 1 juli 2011 14:00 | Mexico  | 25 – 23 | Venezuela | São Bernardo do Campo |
| 1 juli 2011 14:00 | (12–14) |         |           | São Bernardo do Campo |
| 1 juli 2011 14:00 |         |         |           | São Bernardo do Campo |

### Om vijfde plaats
| 1 juli 2011 16:00 | Chili   | 28 – 22 | Dominicaanse Republiek | São Bernardo do Campo |
| 1 juli 2011 16:00 | (14–12) |         |                        | São Bernardo do Campo |
| 1 juli 2011 16:00 |         |         |                        | São Bernardo do Campo |

### Troostfinale
| 2 juli 2011 15:00 | Cuba    | 37 – 27 | Uruguay | São Bernardo do Campo |
| 2 juli 2011 15:00 | (17–13) |         |         | São Bernardo do Campo |
| 2 juli 2011 15:00 |         |         |         | São Bernardo do Campo |

### Finale
| 2 juli 2011 17:00 | Brazilië | 35 – 16 | Argentinië | São Bernardo do Campo |
| 2 juli 2011 17:00 | (22–5)   |         |            | São Bernardo do Campo |
| 2 juli 2011 17:00 |          |         |            | São Bernardo do Campo |